# Віллі Пол
Вілсон Абубакар Радідо — кенійський композитор та автор пісень з Найробі. Він є головним виконавчим директором та засновником міжнародних розваг Сальдідо. Пол був названий композитором-чоловіком року на премії Нагороди Groove 2013 разом зі своєю наставницею Глорією Муліро, яка отримала нагороду композитора року. Деякі з його відомих синглів принесли йому широке визнання та гастрольний тур по США.
Він вперше здобув визнання після запису пісні «Sitolia» з Муліро, яка була об'єктом суперечки після кількох тверджень Віллі про те, що він не багато заробляє на пісні, тому що Муліро нібито володіє ексклюзивними авторськими правами на пісню. Вони згладили свої розбіжності і записали ще одну хіт-пісню, «Kitanzi». У 2012 році він був номінований на звання «Музичний артист року» в музичній премії «Kisima Music Awards».

## Раннє життя
Вільсон Шиквекве Радідо народився в містера та місіс Полі Радідо у вересні 1993 року в нетрях Матаре. Його батько, який походив з Уганди, був столяром, а його дружина, переселенка з Танзанії, була перукарем до 2011 року, коли хронічна хвороба обмежила її можливості рухатися. Пол кинув школу в 2011 році через фінансові обмеження внаслідок смерті батька. Він взяв роботу в Хуакалі, щоб отримати дохід для підтримки своєї матері та трьох братів і сестер.

## Робота та музика
Першим його хітом став «Рабука». Його головний прорив стався в 2010 році. Пізніше він співав автором свого першого синглу «Сітолія» з Муліро, який був відображенням його життєвої історії, змальовуючи його боротьбу і даючи собі нову надію, що Бог привів його до уваги. Перший його альбом «Ніколи не знаєш» вийшов 5 грудня 2013 року на церемонії в KICC, яку озвучили тато Оуен, Бен Гітхей, Глорія Муліро, ДК Квіні Біт, Бен Багаті, Багаті, Люди Божих (MOG), розмір 8, містер Сід, Shiru Wa GP, Betty Bayo, Danny Gift, DJ Sadic та DJ Mo. До альбому входили «Ніколи не знаєш», «Лала Салама», «Мпензі» та «Кітанзі».
Пол оголосив, що відвідає США, щоб виступати в церквах у 12 штатах. Тур був організований «Talanta Awards» і мав розпочатися 8 березня і тривати по квітень 2014 року. Однак тур розпочався 10 березня в Сакраменто, Каліфорнія. Він виступав разом із артисткою Поллі Одотте у церкві «Дім Слави» [Архівовано 1 січня 2020 у Wayback Machine.]. Потім він попрямував до Євангельської церкви Нейма в Далласі, штат Техас, і 15 березня виступив у Сент-Луїзіані, штат Міссурі. 29–30 березня Віллі служив перед аудиторією у громаді церкви Неема в Оверленд-Парку, штат Канзас. Він завершив свою подорож 27 квітня в Лас-Вегасі, штат Невада. Пол наштовхнувся на полеміку після того, як його суперник-музикант з євангельської індустрії Багаті звинуватив його в крадіжці пісні. Вболівальники Багаті подали Полу жорстку критику щодо соціальних медіа. Це закінчилося під час проведення десятих щорічних номінацій Groove Awards у середу, 22 квітня 2015 року, на майданчику дендропарку Найробі. Їх попросили примиритися і незабаром вони знайшли спільну мову.
Пол переміг Багаті із гуртом Size 8 та своєю піснею «Там Там», і зумів отримати 2 нагороди Mdundo; Найпопулярніший артист Євангелія та найпопулярніший чоловічий сингл. Він отримав премію на пісню «Там Там» Співпрацюючи з гуртом Size 8 в 2014 році отримав чотири номінації — «Колабо року», «Відео року», «Пісня року» та «Музичний артист року».
В рамках десятих щорічних нагород Groove в суботу, 6 червня 2015 року, Віллі Пол повернувся додому без нагороди, програвши Багаті, який виграв чотири нагороди.
Він співпрацював з одним з найкращих хіп-хоп-виконавців Африки Халіграфом Джонсом на «Bora uhai». Після твору «Я роблю» з Ален, вони одружилися.

## Особливості
Незважаючи на постійну критику, із звинуваченням у секуляризмі, що виникає з різних кварталів, пісні Віллі Пола продовжують грати, головним чином через те, що він звертається до молодіжної і юнацької фан-бази. «Джиджі Джіджі» зайняв перше місце у всіх головних хіт-парадах Кенії, включаючи Mdundo Weekly Top 100, Top 40 Singles Chart та Local Top 20 Hits на Music Charts Ke.

## Філантропія
Віллі Пол створив у Кенії фонд для допомоги нужденним людям у цьому районі. Він допомагав дітям отримати доступ до базової освіти та охорони здоров'я.

## Дискографія
| Рік  | Назва                 |
| ---- | --------------------- |
| 2019 | mmmh" ft Rayvanny     |
| 2019 | «Hallelujah» ft Nandy |
| 2018 | Valary tribute song   |
| 2018 | Kanungo               |
| 2018 | Sikireti ft Ce'cile   |
| 2018 | Nisamehe              |
| 2018 | Bora Uhai             |
| 2018 | «Imani»               |
| 2018 | Njiwa                 |
| 2012 | Sitolia               |
| 2012 | Mpenzi                |
| 2013 | You Never Know        |
| 2013 | Lala Salama           |
| 2013 | Missi                 |
| 2014 | Kitanzi               |
| 2014 | Tam Tam               |
| 2014 | Mamangu               |
| 2015 | Vigelegele            |
| 2015 | Mapenzi               |
| 2016 | «Take it Slow»        |
| 2016 | «Fanya»               |
| 2016 | «Tiga wana»           |
| 2017 | I do ft Alaine        |